# ザンジバルシティ

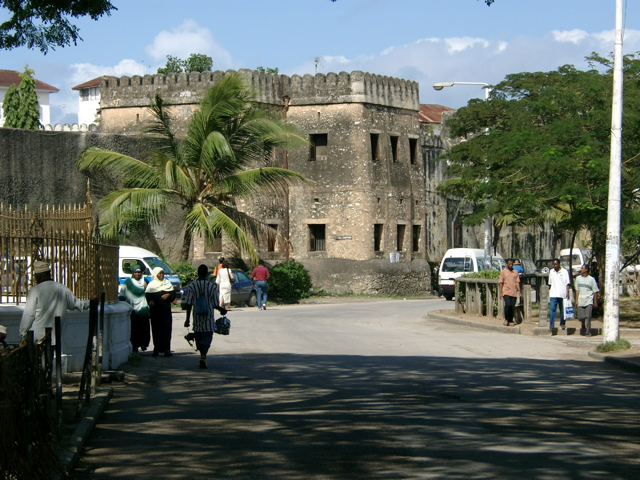
ストーンタウンの城砦

ザンジバルシティ（Zanzibar City）は、タンザニアの都市。人口は22万3033人（2012年）。ザンジバル都市部・西部州に属し、タンザニアを構成する主体のひとつであるザンジバルの首都である。ウングジャ島西部海岸に位置する港町であり、古くからインド洋交易で栄えた。

## 歴史
ザンジバルシティには10世紀ごろからアラブ商人が住み始め、インド洋交易の要衝となっていた。16世紀にポルトガルに占領された後、17世紀末にはオマーンのヤアーリバ朝がポルトガルを撃破してザンジバルシティの支配権を握った。その後オマーンで内乱が続き、現王朝であるブーサイード朝が再びアフリカ東海岸に勢力を伸ばしたとき、他の都市はほとんど独立したものの、ザンジバルシティのみはオマーンのもとにとどまり続けた。19世紀初頭、オマーンのスルタンであるサイイド・サイードがアフリカ東海岸の諸都市を次々と攻略し、再びアフリカ東海岸に大交易帝国を築き上げると、ザンジバルシティはその中心として最盛期を迎えた。サイイド・サイードは宮殿を建ててザンジバルシティへと首都を遷し、石造建築の街並みを作り上げた。この街並みは今でも旧市街として残っており、2000年にはザンジバル島のストーン・タウンとして世界遺産に登録された。サイイドは奴隷や象牙などの交易のほかに、ザンジバルにクローブ栽培を導入し、これが奴隷貿易廃止後のザンジバルシティの富の源泉となった。
サイードの死後、王国はオマーンとザンジバルに分裂し、ザンジバルシティはザンジバル・スルタン国の首都となった。1896年8月27日、イギリス・ザンジバル戦争によってザンジバルシティのスルタン宮殿は陥落し、ザンジバルはイギリス領となった。1963年12月10日にザンジバル王国が独立するとザンジバルシティはその首都となったが、ザンジバルの政治はアラブ人、シラジ人、アフリカ人の対立によって揺れ動き続け、1964年1月12日のザンジバル革命によって王国は崩壊、ザンジバル革命政府のもとで国名をザンジバル人民共和国としたのち、4月24日にはタンガニーカと合併してタンザニア連合共和国となり、ザンジバルシティは独立国家の首都ではなくなった。しかし、現在でも強力な自治権を持つザンジバル革命政府がここに首都を置いており、ザンジバルの中心都市であり続けている。

## 地理

ザンジバルシティはウングジャ島の西海岸にある

## 交通

### 空港
- アビード・アマニ・カルーム国際空港

## 出身者
イギリスのロックバンド「クイーン」の故フレディ・マーキュリーが1946年ペルシャ系インド人の両親の下にここで生まれた。

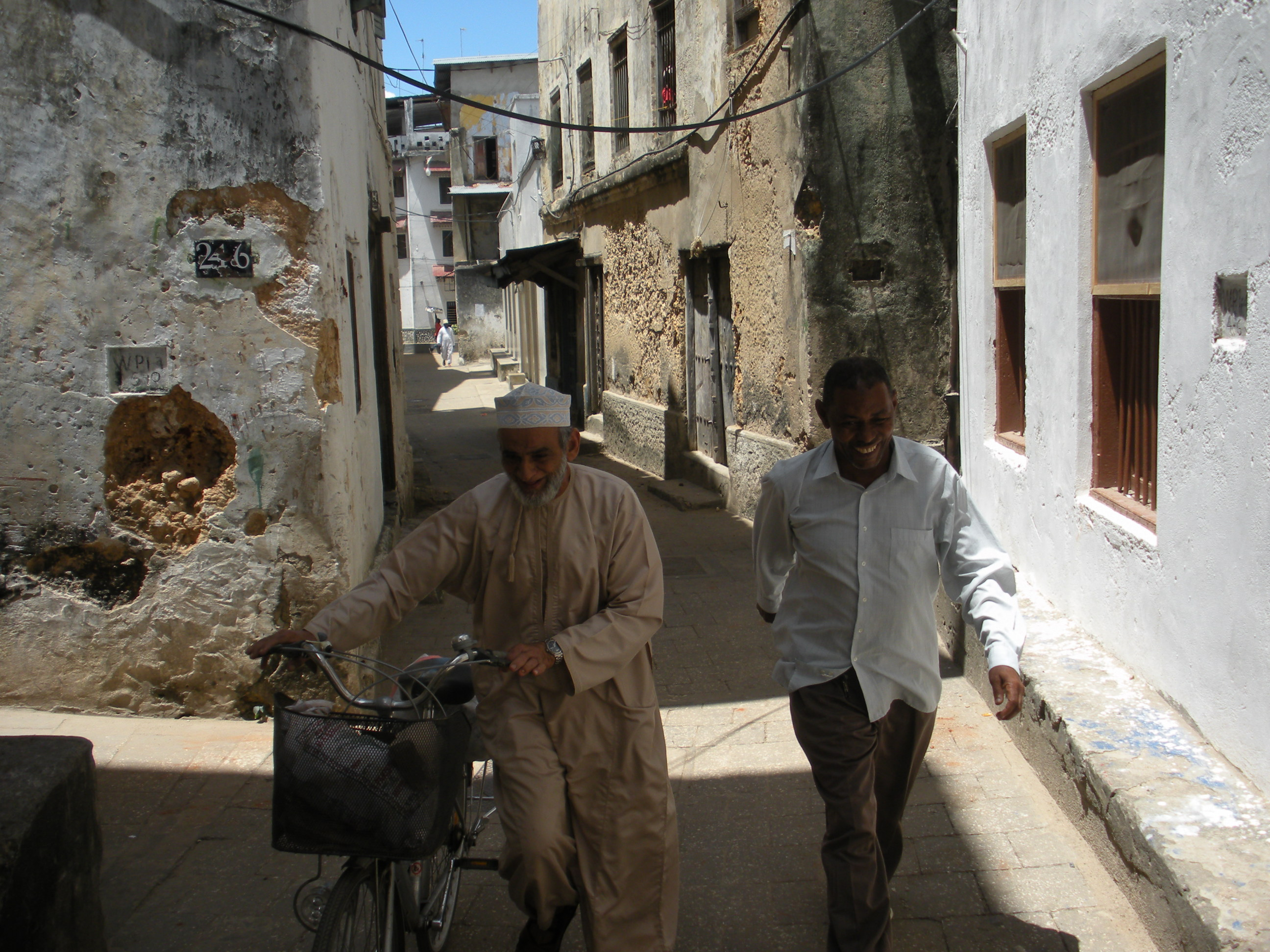
ザンジバルシティの路地